# Verloren in Sydney
Verloren in Sydney ist eine Mini-TV-Serie, die dort die Geschichte von Oliver Twist fortsetzt, wo Charles Dickens mit seinem Roman aufgehört hat.
Sie besteht aus vier Teilen.

## Freunde und Feinde in der Neuen Welt
Jack Dawkins, genannt der Schlaufuchs, wird bei dem Versuch, Oliver Twist zu seinem Großvater zu bringen, erwischt und in das Gefängnis von Newgate gesperrt. Als berüchtigter Dieb wird er zu sieben Jahren Zwangsarbeit in die britische Kolonie New South Wales in Australien verbannt. Doch dem Dodger gelingt die Flucht und er versteckt sich in einer Kiste in einer Lagerhalle am Hafen. Wie der Zufall es will schickt Mr. Brownlow Oliver ebenfalls nach Australien um Hannah Schuller zu begleiten, die dort zu ihrem Bruder Michael will. Der Schlaufuchs hat sich ausgerechnet die Kiste als Versteck ausgesucht, die Oliver Twists Großvater gehört und auf sein Schiff, die Pride of Erin, geladen werden soll. An Bord des Schiffes wird er entdeckt und in die Zelle zu dem Strauchdieb Will Grady gesperrt, der ebenfalls nach Australien verbannt wurde. Hannah Schuller schmuggelt heimlich Essen zu den beiden und rettet ihnen so das Leben. Doch der zwielichtige Bootsmann der Pride of Erin plant Hannah den Schmuck ihrer Mutter zu stehlen und den Schlaufuchs und Will Grady dafür zu beschuldigen. Also plant er sich ihrer zu entledigen und will sie über Bord werfen. Doch Oliver erfährt von dem Plan und befreit den Dodger und Will, so dass sie fliehen können.
In Australien angelangt, fehlt von Michael jedoch jede Spur und Sergeant Bates, der in Sydney für Recht und Ordnung zuständig ist, macht gemeinsame Sache mit dem Bootsmann, so dass Oliver und Hannah nur die Flucht bleibt. Zusammen mit dem Dodger und Will verstecken sie sich im Theater von Doktor Hartmann. Dort werden sie jedoch von seiner Helferin Becky Micova entdeckt, doch der Doktor und Becky verraten sie nicht. Sie wollen helfen das Geheimnis um Michaels Verschwinden zu lösen.

## Auf den Spuren von Michael
Hannah erfährt, dass ihr Bruder auf einem Schiff namens Raven nach Sydney gekommen ist. Sie beobachtet, dass Mr. Butterfield von Bates zur Herausgabe von Michaels Briefen gezwungen wird. Währenddessen wird immer deutlicher, dass Bates geheime Geschäfte macht und darum ganz Sydney nach Hannah, Oliver, Dodger und Will absuchen lässt, um dafür zu sorgen, dass niemand seine Machenschaften aufdeckt. In der Stadt taucht der altbekannte Fagin mit seiner Gang auf und macht Hannah, Oliver, Dodger und Will das Leben schwer – um sie, wie sich herausstellt an Bates zu verraten. Dann taucht auch ein junger Student namens Cedric auf und scheint die Kinder zu jagen. Doch da der Dodger ihm das Leben rettet, verrät er sie nicht an Bates und erklärt sich zudem bereit, Olivers Großvater einen Brief von den Kindern zu überbringen, in dem sie ihm von Bates falschem Spiel erzählen.

## Inkognito: Wer ist wer?
Um herauszufinden, was mit Michael passiert ist, wollen Hannah und Oliver sich im Lagerraum von Bates umsehen und nach Hinweisen suchen. Der einzige Beweis, den sie finden, besagt, dass Colonel Springer der Besitzer der Raven ist, des Schiffes, mit dem Michael nach Australien kam. Daraufhin verschafft sich der Dodger, als Lord Tuxley, ein Gast des Colonels, verkleidet, Einlass bei ihm. Er wird jedoch von dessen Tochter erkannt, die ihn aber nicht verrät, sondern es genießt, ihm eine Falle nach der anderen zu stellen, damit er auffliegt. Es gelingt ihm letztlich doch, Michaels Seekiste, Briefe und den Schmuck von Hannahs Mutter ausfindig zu machen. Aber da wird er entdeckt, weil der echte Lord Tuxley plötzlich auftaucht und der Dodger muss fliehen. Will verhält sich unterdessen so auffällig, dass er geradewegs in Kelly und Scratchs Falle tappt und nur durch Olivers und Hannahs Courage entkommt. Die vier wissen jetzt, dass Bates und Colonel Springer unter einer Decke stecken. Zu allem Übel geht in Sydney nun auch noch ein Fieber um, doch die Medikament, die inzwischen eingetroffen sein sollten, sind verschwunden. Doktor Hartmann glaubt, dass Bates sie behalten hat um Profit daraus zu schlagen. Hannah geht zu Fagin um herauszufinden, wo ihr Bruder ist und wo Bates die Medikamente versteckt. Aber Fagin legt sie rein und will ihr nur eine Frage beantworten. Da Hannah nicht nur an sich selbst denken will, fragt sie nach den Medikamenten. Doch die Antwort nützt ihr nichts, weil sie sich in Bates Büro befinden und es unmöglich ist, dorthinein zu kommen.

## In der Falle
Scratch ist an Fieber erkrankt – Oliver und Hannah beschließen, ihn trotz möglichen Verrats gesund zu pflegen. In Butterfields Haus finden die Kinder ein Testament und mysteriöse Grundstücksurkunden, die sich wenig später als wichtige Indizien für Bates Versteck entpuppen. Gerade wähnt sich Dodger auf sicherem Terrain, als er das Theater und Fagins Höhle verlassen vorfindet; mit Kelly als seiner Zwangsverbündeten macht er sich auf die Suche nach der Blackwater Farm, wo ihn seine Freunde und Michael bereits erwarten. Aber noch sind sie dem Sergeant ausgeliefert.

## Darsteller
| Rolle             | Schauspieler    |
| Oliver Twist      | Rowan Witt      |
| Dodger            | Luke O’Loughlin |
| Hannah            | Brittany Byrnes |
| Will Grady        | Simon Scarlet   |
| Fagin             | Christopher Baz |
| Sergeant Bates    | Barry Langrishe |
| Mr. Brownlow      | Phillip Hinton  |
| Kelly             | Aurora Voss     |
| Becky             | Kate Sherman    |
| Mr. Butterfield   | Bill Conn       |
| Colonell Springer | Shane Briant    |
| Dr. Hartman       | Henri Szeps     |